# Bergslagens civilområde
Bergslagens civilområde (Civo B) var ett svenskt civilområde inom totalförsvaret som verkade åren 1951–1991 och hade dess huvudort i Falun.

## Historik
Civilområdena tillkom den 1 juli 1951 och omfattande i stort sett samma geografiska område som de dåvarande militärområdena. År 1966 samordnades militärområdena och civilområdena till sex områden med gemensamma gränser och namn, med syfte att skapa en starkare operativ ledning och underlätta samordningen inom totalförsvaret. För Femte civilområdet innebar det att Femte civilområdet namnändrades till Bergslagens civilområde för att geografiskt spegla Bergslagens militärområde. År 1991 sammanslogs Östra civilområdet med Bergslagens civilområde till Mellersta civilområdet med huvudort i Örebro, det som en följd av att följa militärområdesindelningen där Östra militärområdet sammanslogs med Bergslagens militärområde och bildade Mellersta militärområdet. Som en följd av försvarsbeslutet 2000 upplöstes och avvecklades samtliga civil- och militärområden, där civilområdena avvecklades den 31 december 2000.

## Organisation
Bergslagens civilområde bildades den 1 juli 1951 som Femte civilområdet och var ett av fem civilregioner i Sverige och omfattade Kopparbergs län, Värmlands län och Örebro län. Civilområdet var ett kontakt- och samarbetsorgan som kunde förmedla olika länsstyrelsers och övriga regionala myndigheters önskemål, tillhandahålla upplysningar samt över huvud taget verka för samordning mellan civila och militära åtgärder.

## Civilområdeschef
Civilområdet leds av civilbefälhavare som i sin tur var underställd Överstyrelsen för civil beredskap. Civilbefälhavaren var tillika landshövding i de ingående länen.
- 1951–1957: Axel Westling[4]
- 1957–1973: Gösta Elfving[5]
- 1974–1980: Bengt Olsson[6]
- 1980–1986: Ingvar Gullnäs[7]
- 1986–1991: Bengt Norling[8]